# Русенборг (хокейний клуб)
«Русенборг» (норв. Rosenborg IHK) — хокейний клуб з міста Тронгейм, Норвегія.

## Історія
Клуб заснований у 1934 році. Тривалий час виступав у другому дивізіоні, оскільки в першому грав інший клуб з Тронгейму «Тронгейм Блек Пантерс».
В Елітсерії «чорно-білі» виступали з 2009 по 2014 рік.
Під час локаут в НХЛ у сезоні 2012–13 за норвезький команду виступав американець Джек Скілле, який став першим гравцем НХЛ у Норвегії.
Через фінансові проблеми клуб припинив існування в 2014 році.

## Домашня арена

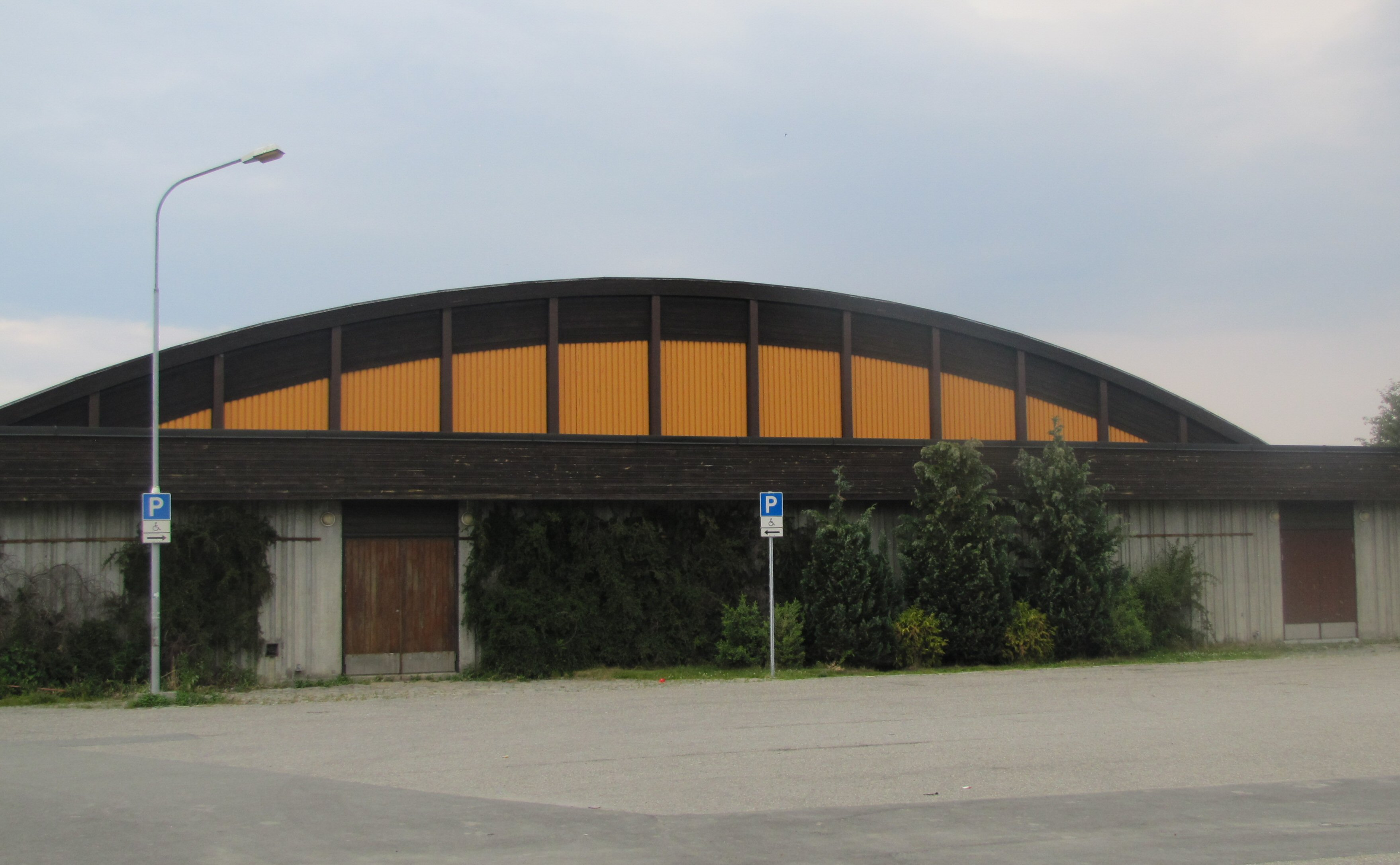
«Ліген Ішалл»»

Арена «Ліген Ішалл»» відкрита в 1977 році. Стадіон вміщує 3000 глядачів. Поряд із стадіоном розташована ковзанярська арена просто неба, відкрита у 1979 році.